# Amphiesma sarawacense
Amphiesma sarawacense este o specie de șerpi din genul Amphiesma, familia Colubridae, descrisă de Albert Günther în anul 1872. A fost clasificată de IUCN ca specie cu risc scăzut. Conform Catalogue of Life specia Amphiesma sarawacense nu are subspecii cunoscute.